# 迪里亞
迪里亞（西班牙語：Diriá），是尼加拉瓜的城鎮，位於該國西部，由格拉納達省負責管轄，面積26平方公里，海拔高度344米，2005年人口6,375，人口密度每平方公里245.19人。
11°53′N 86°03′W / 11.883°N 86.050°W